# جون دوفريسن
جون دوفريسن (بالإنجليزية: John Dufresne)‏ (30 يناير 1948، ورسستر في الولايات المتحدة)؛ كاتب سيناريو وروائي أمريكي.

## الجوائز
- زمالة غوغنهايم

## روابط خارجية
- جون دوفريسن على موقع IMDb (الإنجليزية)